# 神户外国俱乐部

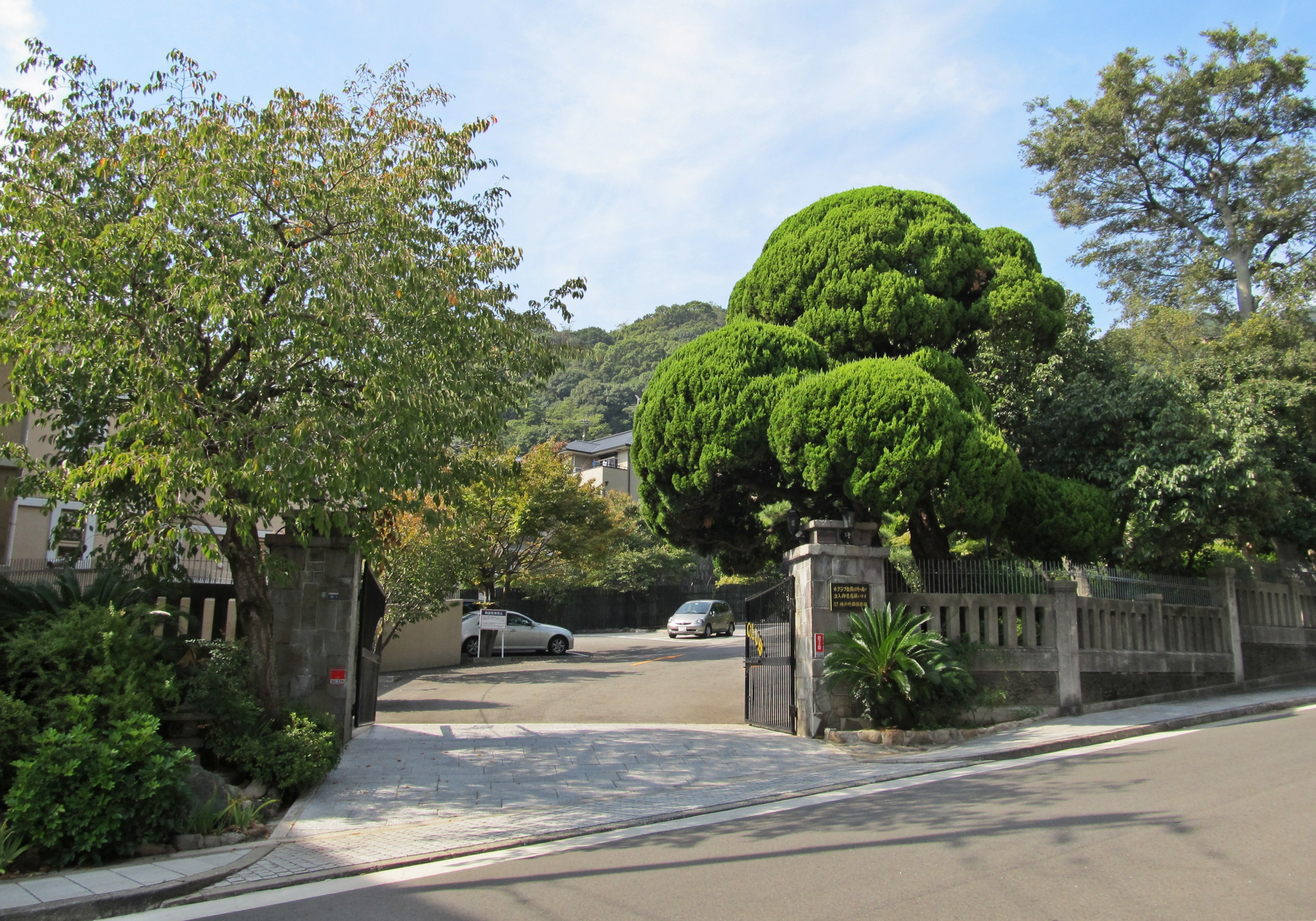
神户外国俱乐部

神户外国俱乐部（英語：Kobe Club）是日本兵库县神户市的一个外国居民会員制社交场所。
1869年5月5日，神户外国人居留地設立俱乐部。1890年（明治23年）改建。1909年（明治42年），法務局以「神户外国倶楽部」名称登記。

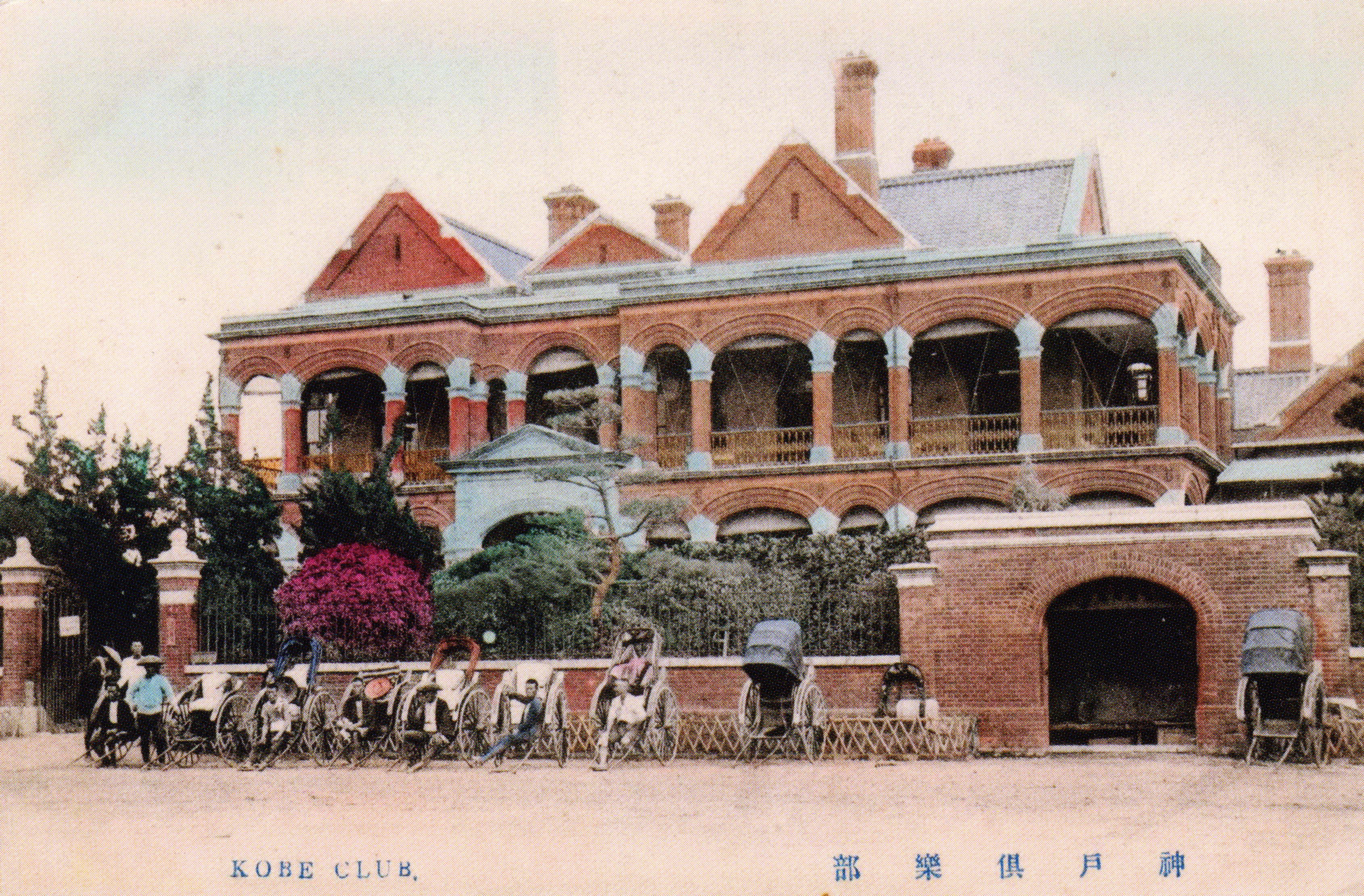
1890年竣工的俱樂部

太平洋战争爆发后，神户外国俱乐部被日本海軍接收，随后毁于空襲。